# مايكل تيبيت
كان السير مايكل كيمب تيبيت (حائز على نيشان الاستحقاق ووسام رفقاء الشرف ورتبة الإمبراطورية البريطانية) ملحنًا إنجليزيًا برز في أثناء الحرب العالمية الثانية وبعدها مباشرة. في حياته، كان يصنف أحيانًا مع معاصره بنيامين بريتن باعتباره أحد الملحنين البريطانيين البارزين في القرن العشرين. من أشهر أعماله أوراتوريو طفل من زماننا، وفنتازية كونشرتانته على إحدى ثيمات كوريلي الأوركسترالية، وأوبيرا زواج منتصف الصيف.
تطورت موهبة تيبيت ببطء. سحب مؤلفاته الأولى أو دمرها، وبلغ الثلاثين قبل أن يُنشر أي من أعماله. حتى منتصف الخمسينيات إلى نهايتها، كانت موسيقاه ذات طابع غنائي بوجه عام، قبل أن تتغير إلى أسلوب لاذع وتجريبي أكثر. صارت التأثيرات الجديدة، بما في ذلك موسيقى الجاز والبلوز بعد زيارته الأولى لأمريكا في عام 1965، تزداد وضوحًا في مؤلفاته. بينما استمرت مكانة تيبيت لدى الجمهور بالنمو، لم يوافق جميع النقاد على هذه التغييرات في الأسلوب، ويعتقد البعض أن جودة أعماله قد تأثرت نتيجة لذلك. منذ نحو عام 1976، بدأت أعمال تيبيت اللاحقة تعكس أعمال شبابه من خلال العودة إلى الغنائية. رغم أنه كُرم كثيرًا في حياته، كان الحكم النقدي على إرث تيبيت متفاوتًا، وحُفظ الجزء الأكبر من الثناء عمومًا لأعماله الأولى. كانت ذكراه المئوية في عام 2005 أمرًا مكتومًا، وبصرف النظر عن أعماله القليلة الأكثر شهرة، قلما أُديت موسيقاه في القرن الحادي والعشرين.
بعد أن اعتنق الشيوعية لبعض الوقت في الثلاثينيات، تجنب تيبيت الارتباط بأي حزب سياسي. كان من دعاة السلام بعد عام 1940، وسُجن في 1943 لرفضه القيام بالواجبات المتعلقة بالحرب التي يتطلبها إعفاؤه العسكري. قادته الصعوبات الأولية في قبول مثليته الجنسية عام 1939 إلى التحليل النفسي اليونغي، وظل تعارض «الظل» و«النور» اليونغي عنصرًا متكررًا في موسيقاه. كان مناصرًا شديدًا للتعليم الموسيقي، وكان نشطًا لمعظم حياته بصفة مذيع راديو وكاتب عن الموسيقى.

## حياته

### خلفيته العائلية
نشأت عائلة تيبيت في كورنوال. غادر جورج تيبيت، جد مايكل تيبيت، البلاد في عام 1854 ليجمع ثروته في لندن من خلال المضاربات العقارية والخطط التجارية الأخرى. كان شخصية متوهجة، وله صوت تينور قوي كان ميزة ذائعة في اجتماعات الإحياء المسيحي. في حياته اللاحقة، تداعت مشاريعه التجارية، ما أدى إلى ديون، ومحاكمة بتهمة بالاحتيال، وقضاء عقوبة في السجن. كان ابنه هنري، المولود في 1858، والد مايكل محاميًا بالتدريب، وناجحًا في التجارة، وحقق ثراءً مستقلًا بحلول وقت زواجه في أبريل 1903. وعلى نحو يخالف خلفيته ونشأته، كان هنري تيبيت ليبراليًا تقدميًا ومشككًا دينيًا.
كانت عروس هنري تيبيت إيزابيل كيمب، من عائلة تنتمي إلى الطبقة الوسطى الميسورة وتقيم في كينت. كانت تشارلوت ديسبارد من أنسباء أمها، وهي مدافعة شهيرة عن حقوق المرأة، وحقها في التصويت، والحكم الداخلي الأيرلندي. كان لديسبارد أثر قوي على إيزابيل الشابة، التي سُجنت مدة قصيرة بعد مشاركتها في مظاهرة غير قانونية من أجل حق المرأة في التصويت بساحة ترافالغار. ورغم أنها وهنري لم يكونا موسيقيين، ورثت موهبة فنية من أمها، التي كانت قد أقامت معرضًا في الأكاديمية الملكية. بعد زواجهما، استقر الزوجان خارج لندن في إيستكوت حيث وُلد صبيان، ثانيهما مايكل، في 2 يناير 1905.

### طفولته وتعليمه
بُعيد ولادة مايكل، انتقلت العائلة إلى ويذردين في سوفولك. بدأ تعليم مايكل في 1909، بمربية منزلية ومعلمين خاصين مختلفين اتبعوا منهجًا يتضمن دروس البيانو، الذي كان اتصاله الرسمي الأول بالموسيقى. كان في المنزل بيانو، «أخذ يرتجل عليه بجنون... ما أسميتُه ’تأليفًا‘، رغم أنني لم يكن عندي إلا فكرة مبهمة جدًا عن ما يعنيه ذلك». في سبتمبر 1914، صار مايكل تلميذًا داخليًا في مدرسة بروكفيلد التحضيرية في سوانيج بدورسيت. قضى أربع سنوات هناك، وحقق في وقت من الأوقات سمعة سيئة من خلال كتابة مقال شكك بوجود الله. في 1918، كسب منحة إلى كلية فيتيس، وهي مدرسة داخلية في إدنبرة، حيث درس البيانو وغنى في جوقة وبدأ بتعلم الأرغن ذي الأنابيب. لم تكن المدرسة مكانًا سعيدًا، وكان التنمر الساديّ من الطلاب الأصغر سنًا أمرًا شائعًا. عندما كشف مايكل لوالديه في مارس 1920 أنه أقام علاقة مثلية مع صبي آخر، نقلاه. انتقل إلى مدرسة ستامفورد بلينكولنشاير، حيث كان مالكوم سارجنت طالبًا قبل عقد من الزمن.
في نحو هذا الوقت، قرر هنري تيبيت أن يعيش في فرنسا، وبيع المنزل في ويذردين. ظل مايكل ذو السنوات الخمس عشرة وأخوه بيتر في المدرسة بإنجلترا، وصارا يسافران إلى فرنسا لقضاء العطلة. وجد مايكل ستامفورد أكثر اجتماعية من فيتيس بكثير، وتطور أكاديميًا وموسيقيًا. وجد معلم بيانو ملهم في فرانسيس تينكلر، والذي عرفه على موسيقى باخ وبيتهوفن وشوبرت وشوبان. أبقى سارجنت على اتصاله بالمدرسة، وكان حاضرًا وقتما عزف تيبيت وصبي آخر كونشرتو على سلم دو الصغير لهاربسكوردين من مؤلفات باخ على البيانو مع أوركسترا وترية محلية. غنى تيبيت في الجوقة وقتما أخرج سارجنت أداءً محليًا لأوبريت روبرت بلانكيت ليه كلوش دو كورنوفيل. على الرغم من رغبة والديه بأن يسير على طريق عادية فيكمل إلى جامعة كامبريدج، كان تيبيت مقررًا قرارًا حازمًا أن يمتهن التلحين، وهي فكرة خوفتهما وحاول المدير وسارجنت ثنيه عن ذلك.
بحلول منتصف عام 1922، كان تيبيت قد طور طابعًا متمردًا. أرّق إلحاده الصارخ على وجه التحديد المدرسة، وطُلب منه مغادرتها. ظل في ستامفورد في مسكن خاص، بينما استمر بتلقي الدروس لدى تينكلر ومع عازفة الأرغن في كنيسة سانت ميري. بدأ أيضًا بدراسة كتاب التأليف الموسيقي لتشارلز فيليرز ستامفورد، الذي صار، كما كتب لاحقًا: «أساس جميع جهودي في التأليف لعقود تالية». في 1923، أُقنع هنري تيبيت أن شكلًا ما من أشكال المهن الموسيقية، ربما عازف بيانو في الحفلات، ممكن، ووافق على دعم ابنه ليدرس في الكلية الملكية للموسيقى (آر سي إم). بعد مقابلة مع مدير الكلية، السير هيو آلن، قُبل تيبيت على الرغم من افتقاره لمؤهلات القبول الرسمية.

## روابط خارجية
- Tippett التسجيلات من ديسكاغز.كوم